# Ranald Slidell MacKenzie
Ranald Slidell Mackenzie, detto anche Bad Hand e Perpetual Punisher (Contea di Westchester, 27 luglio 1840 – Staten Island, 19 gennaio 1889), è stato un generale statunitense dell'Esercito dell'Unione durante la guerra di secessione e definito dal generale Ulysses S. Grant come il suo più promettente ufficiale. Servì anche con grande distinzione nelle successive guerre indiane.

## Gioventù e istruzione
Mackenzie nacque a Contea di Westchester (Stato di New York), nipote del diplomatico confederato John Slidell e fratello del Capitano di corvetta (Lt. Commander) Alexander Slidell MacKenzie, della Marina degli Stati Uniti. Inizialmente studiò al Williams College, in cui fu membro della "Kappa Alpha Society", e poi accettò una nomina per l'Accademia Militare degli Stati Uniti, dove si graduò alla testa della sua classe nel 1862, per raggiungere immediatamente l'Esercito unionista che già era impegnato nella Guerra di Secessione.

## Carriera militare
Ricevuti i gradi di sottotenente (Second lieutenant) nel Corpo del Genio militare degli Stati Uniti, Mackenzie partecipò alle battaglie della Seconda Bull Run, ad Antietam, a Gettysburg, alla Campagna Terrestre e all'assedio di Petersburg nel 1864. Fu ferito a Bull Run, a Gettysburg e a Jerusalem Plank Road.  Le sue ferite a Jerusalem Plank Road durante l'assedio di Petersburg gli costarono due dita e furono il probabile motivo del suo soprannome "Bad Hand" (Mano cattiva).  A giugno del 1864 ottenne il brevetto di tenente colonnello nell'esercito regolare unionista, motivata dal suo coraggio.
Nel luglio del 1864 fu nominato Colonnello del 2nd Connecticut Heavy Artillery.  Si spostò con il VI Corpo quando esso si contrappose a Jubal A. Early nella Washington Raid nel corso della Battaglia di Fort Stevens, nell'ambito della Campagna della Valle dello Shenandoah (1864). Fu ancora ferito a Opequon.  Gli venne affidato il comando della 2ª Brigata, 1ª Divisione, VI Corpo, e fu ancora una volta ferito nella Battaglia di Cedar Creek. Al momento del ricovero fu promosso Brigadier Generale dei Volontari e assunse il comando della Divisione di cavalleria dell'Armata del James, che portò in battaglia a Five Forks e ad Appomattox Courthouse. Ottenne il brevetto di Maggior Generale dei Volontari nel 1865 per i suoi servizi svolti durante la Campagna della Valle dello Shenandoah. Mackenzie fu famoso per la sua rude disciplina e non era per questo particolarmente amato dalle truppe che servivano ai suoi comandi, che lo soprannominarono "Perpetual Punisher" (Punitore perpetuo). Tuttavia era rispettato dai suoi pari e dai suoi superiori per le sue doti di capacità e di abilità, tanto che il Generale Ulysses S. Grant, riferendosi a lui, lo qualificò come "il più promettente giovane ufficiale" dell'intero esercito unionista. Fu ferito sei volte e conseguì sette brevetti militari di promozione.

## Servizio nelle Guerre Indiane
Dopo la fine della guerra, Mackenzie rimase nell'esercito regolare, riprendendo il suo antico grado di capitano del Corpo del Genio militare (United States Army Corps of Engineers). Nominato nel 1867 colonnello del 41st U.S. Infantry - più tardi 24th Infantry Regiment), uno dei reggimenti dei cosiddetti Buffalo Soldiers, formati da afroamericani - Mackenzie passò il resto della sua vita militare sulla frontiera occidentale. Alcuni ufficiali erano riluttanti a comandare i reggimenti afro-americani, ma Mackenzie operò molto bene col 41st U.S. Infantry. Il 25 febbraio 1871 assunse il comando del 4th Cavalry Regiment a Fort Richardson, Jacksboro (Texas).  Guidò il reggimento nella  Battaglia di North Fork nel Llano Estacado del Texas occidentale. A fine 1871 fu ferito per una settima volta da una freccia alla gamba.
Mackenzie combatté nella Guerra del fiume rosso, mandando in rotta una forza combinata di nativi americani nella Battaglia del Canyon di Palo Duro, spingendola lontano a nord dei suoi acquartieramenti di Fort Concho a San Angelo (Texas). Nel 1876 sconfisse i Cheyenne nello Scontro di Dull Knife, contribuendo a mettere quasi termine alla Guerra delle Black Hills. Ciò comportò la sua promozione a comandante del Distretto del New Mexico nel 1881.
Nel 1882 fu nominato Brigadiere Generale e assegnato al Dipartimento del Texas (30 ottobre 1883). Comperò una fattoria nel Texas ranch e si fidanzò; tuttavia cominciò a mostrare un comportamento strano che fu attribuito a una caduta da un carro a Fort Sill (Oklahoma), in cui s'era ferito alla testa. Mostrando segni d'instabilità mentale, fu collocato a riposo il 24 marzo 1884 per "paralisìa generale da demenza".
Mackenzie morì a 48 anni, nella casa della sorella a New Brighton (Staten Island, Stato di New York), e fu sepolto nel Cimitero Nazionale di West Point. Il New York Times, che un tempo aveva seguito e citato puntualmente la sua brillante carriera nel corso degli anni, non pubblicò altro che un trafiletto sulla sua scomparsa. Tuttavia l'Army and Navy Journal pubblicò un lungo articolo sulla sua carriera e sulla sua vita privata.
Nel 1964, lo storico texano Ernest Wallace dette alle stampe Ranald S. Mackenzie and the Texas Frontier, uno studio completo sull'ufficiale unionista. Wallace ha scritto anche l'articolo storico "Colonel Ranald S. Mackenzie's Expedition Across the South Plains" nel vol. 38 dell'Annuario della West Texas Historical Association.

## Commemorazioni
- Durante l'Operazione Iraqi Freedom FOB Mackenzie ebbe modo di essere ricordato.[3]
- Il Mackenzie Park di Lubbock (Texas) gli è stato dedicato in sua memoria.

## Citazioni in altri media
Nell'estate del 2016 è stato tra i protagonisti di una storia di Tex.